# Ganiyu Owolabi
Ganiyu Owolabi (Ilorin, 10 maggio 1973) è un ex calciatore nigeriano, di ruolo centrocampista.

## Carriera

### Club
Owolabi giocò per il NEPA Abuja, prima di passare ai belgi dell'Anversa. Nel 1997 si trasferì ai norvegesi del Viking, per cui debuttò nell'Eliteserien il 14 settembre: fu titolare nel pareggio per 2-2 sul campo del Rosenborg. Giocò nuovamente all'Anversa, prima di accordarsi con l'Al-Wasl. Fu poi in forza al Denderleeuw, al Berchem e all'Ethnikos Asteras.